# Gonomyia punctigera
Gonomyia punctigera là một loài ruồi trong họ Limoniidae. Chúng phân bố ở miền Australasia.